# Organismi bioluminescenti

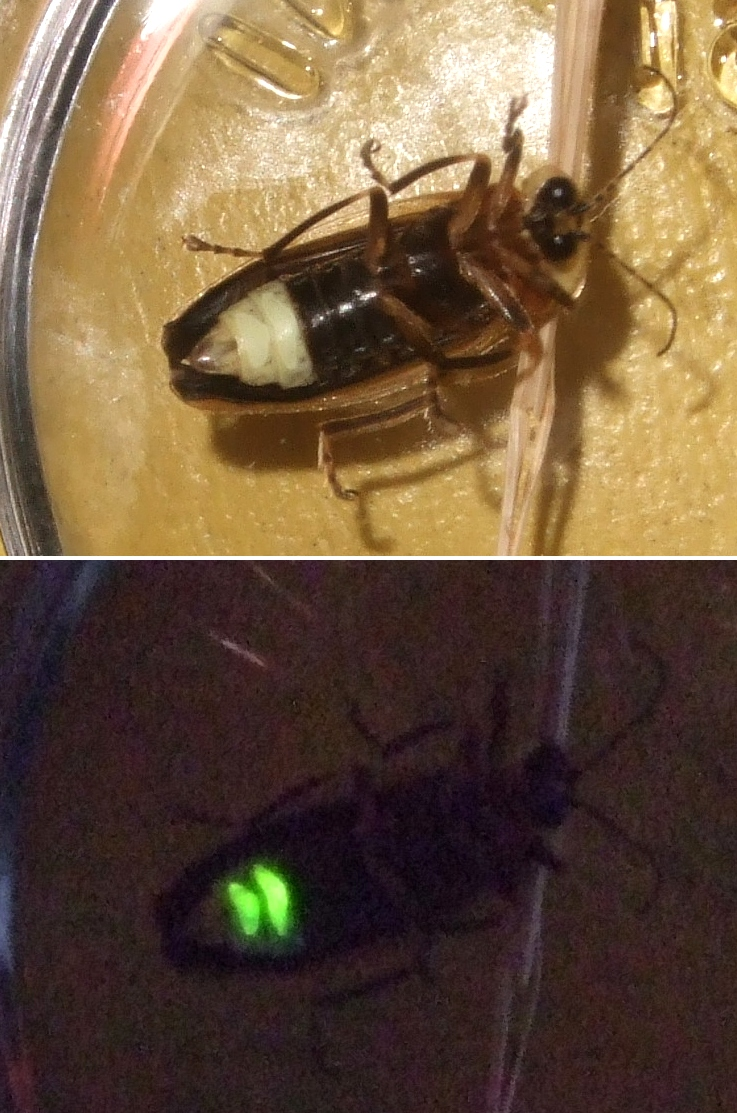
Lucciola (specie sconosciuta) con e senza lampeggiamento

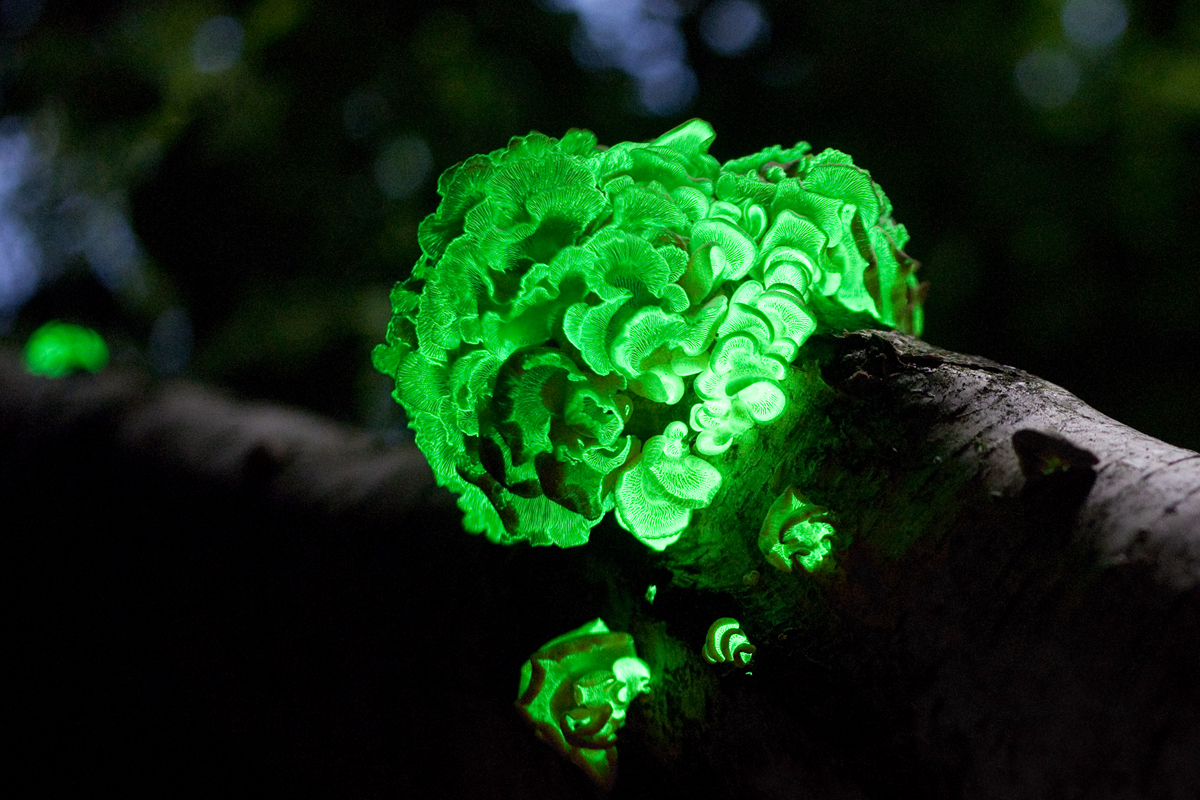
Bioluminescenza nel fungo Panellus stipticus

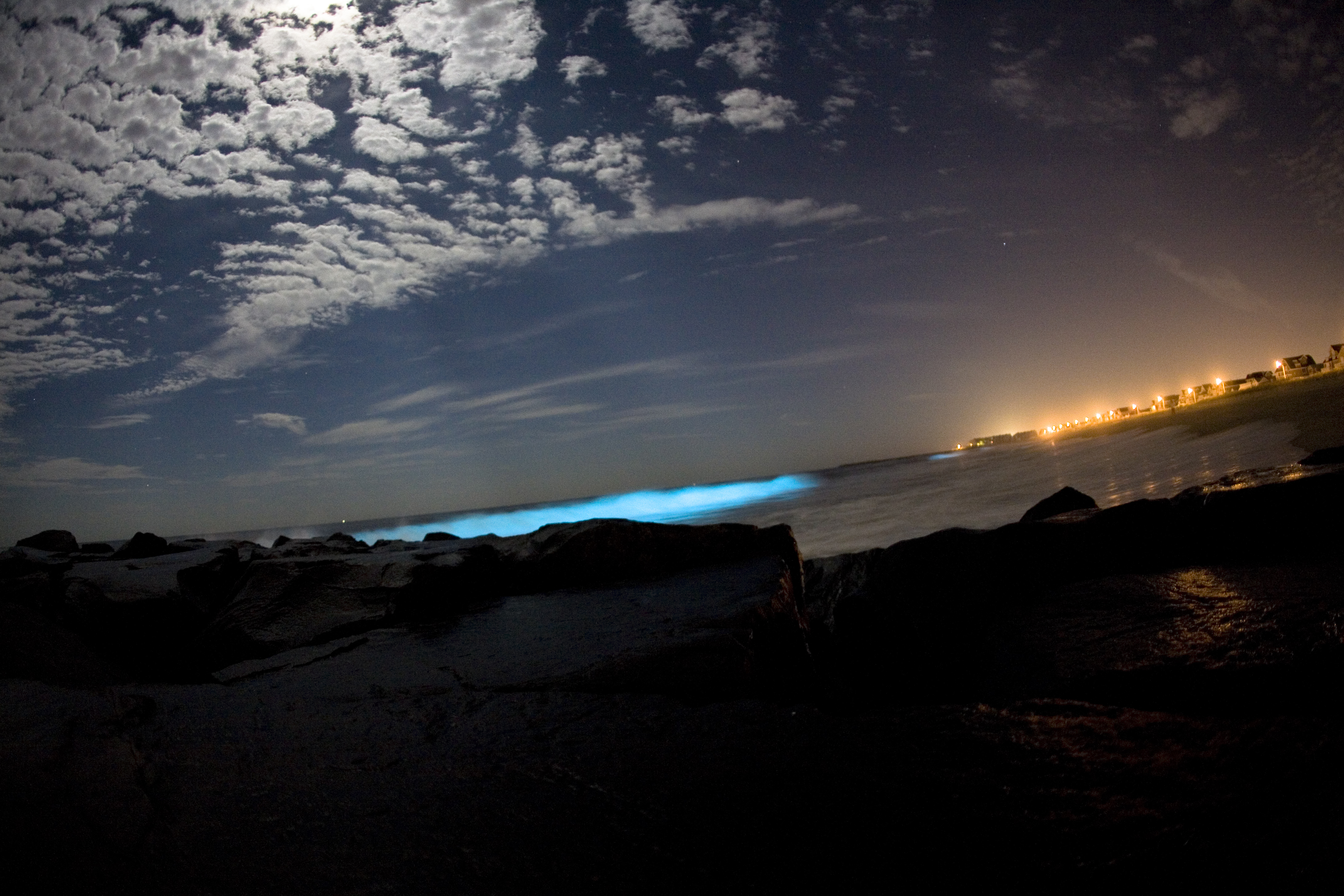
Bagliore blu nell'oceano causato da miriadi di minuscoli organismi, come i Noctiluca

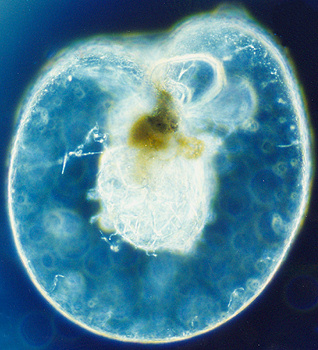
Noctiluca scintillans, una dinoflagellata bioluminescente

Quello che segue è un elenco di organismi bioluminescenti. La bioluminescenza è la produzione di luce da parte di organismi viventi. Questa lista è organizzata in base all'ambiente, coprendo organismi terrestri, marini e microorganismi.

## Animali terrestri
- certi artropodi
  - lucciole
  - elateride tipo specifico
  - vermi luminosi
    - vermi della ferrovia

  - certe mosche micetofilidi
  - certi chilopodi come il Geophilus carpophagus[1]
  - certi millepiedi come i Motyxia[2]
- un mollusco terrestre (una lumaca di terra tropicale)
  - Quantula striata
- anellidi

## Animali marini

### Pesci
- Lofiformi (in realtà batteri simbiotici)
- Squalo tagliatore[3]
- Squalo gatto[4]
- Pesci lanterna (Anomalopidi, Mictofidi, Stomidi)
- Anguille abissali
- Pesci lanterna
- Pesci ascia
- Porichthys
- Pesci pigna
- Pesci vipera
- Drago di mare dell'Atlantico

### Invertebrati
- Molti cnidari
  - coralli
  - penne di mare [5]
  - Aequorea victoria, una medusa

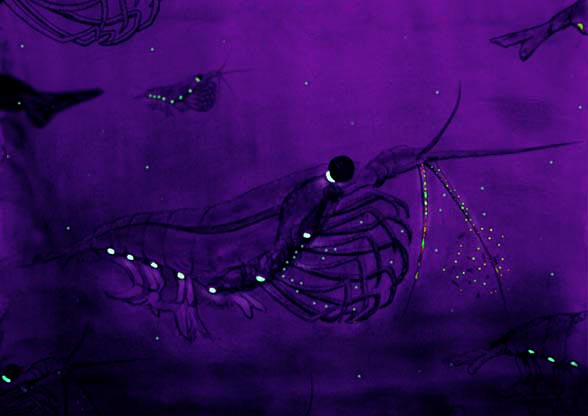
Resa artistica del krill antartico.

- Certi Ctenofori o "meduse a pettine"
- Certi echinodermi (ad es. Ofiuridi)
- Certi crostacei
  - Ostracodi
  - Copepodi
  - Krill
- Due specie di Chetognati
- Certi molluschi
  - Certe vongole, bivalvi
  - Certi nudibranchi, lumache di mare
  - poche lumache di mare, come Hinea brasiliana
  - L'unica lumaca di terra: Quantum striata
  - L'unica lumaca di acqua dolce: Latia neritoides
  - Certi cefalopodi
    - Certi polpi
      - Bolitenidi

    - Calamaro vampiro
      - Sepiolidi

    - Molti Teutidi (calamari)
      - Calamaro colossale
      - Mastigoteutidi
      - Calamaro lucciola

## Batteri
- Photorhabdus luminescens
  - Certe specie della famiglia Vibrionaceae (ad es. Vibrio fischeri, Vibrio harveyi, Photobacterium phosphoreum)
  - Certe specie della famiglia Shewanellaceae, (ad es. Shewanella hanedai e Shewanella woodyi)

## Altri microorganismi
- Protisti
  - Certe Dinoflagellate (ad es. Noctiluca scintillans, Pyrodinium bahamense,[6] Pyrocystis fusiformis[7] e Lingulodinium polyedrum